# Rick Rosenthal
Richard Rosenthal (New York, 15 giugno 1949) è un regista, sceneggiatore, attore e produttore cinematografico statunitense, noto per i suoi lavori sia in TV che al cinema.

## Biografia
Iniziò la sua carriera con la regia del film Il signore della morte (1981), secondo capitolo della saga di Halloween. Più di vent'anni dopo tornerà a dirigere un altro capitolo della saga, Halloween - La resurrezione (2002). Tra gli altri film da lui diretti, da ricordare Bad Boys (1983), che contribuì a lanciare la carriera di Sean Penn, American Dreamer (1984), Mamma ho acchiappato un russo (1987), Ultimi echi di guerra (1988), Solo una questione di sesso (1999) e Nearing Grace (2005). Cambiò poi registro e produsse Mean Creek, film che vinse il Premio John Cassavetes agli Independent Spirit Awards 2005 e venne presentato nella sezione Quinzaine des Réalisateurs del Festival di Cannes 2004. Al Whitewater Films Festival presentò Kabluey, in cui apparve come produttore. 
È anche noto per aver lavorato a serie TV di successo come Una famiglia come le altre, Smallville, Buffy l'ammazzavampiri, Law & Order - Unità vittime speciali e Providence. È produttore della serie di successo di Amazon Transparent ed è stato candidato nel 2015 per il premio Directors Guild of Canada.
Incontrò sua moglie, Nancy Stephens, mentre girava Halloween II - Il signore della morte (1981). I due hanno lavorato insieme anche nei film  American Dreamer (1984), Mamma ho acchiappato un russo (1987) e Mean Creek (2004).

## Filmografia parziale

### Regista

#### Cinema
- Il signore della morte (Halloween II) (1981)
- Bad Boys (1983)
- American Dreamer (1984)
- Mamma ho acchiappato un russo (Russkies) (1987)
- Ultimi echi di guerra (Distant Thunder) (1988)
- Solo una questione di sesso (Just a Little Harmless Sex) (1998)
- Halloween - La resurrezione (Halloween: Resurrection) (2002)
- Nearing Grace (2005)
- Drones (2013)

#### Televisione
- Gli uccelli II (1994)

#### Serie TV
- Ultime dal cielo (Early Edition) – serie TV, episodi 1x6-1x13 (1996-1997)
- The Practice - Professione avvocati (The Practice) – serie TV, episodi 1x3 (1997)
- Wasteland – serie TV, episodi 1x7 (1999)
- Law & Order - Unità vittime speciali (Law & Order: Special Victims Unit) – serie TV, episodi 1x3-1x12 (1999-2000)
- Squadra Med - Il coraggio delle donne (Strong Medicine) – serie TV, episodi 1x2 (2000)
- Providence – serie TV, 6 episodi (2000-2001)
- Crossing Jordan – serie TV, episodi 1x11 (2002)
- Buffy l'ammazzavampiri (Buffy the Vampire Slayer) – serie TV, episodi 6x17-7x4 (2002)
- She Spies – serie TV, episodi 1x19 (2003)
- The District – serie TV, 6 episodi (2001-2003)
- Point Pleasant – serie TV, episodi 1x2 (2005)
- Tru Calling – serie TV, episodi 1x16-2x3 (2004-2005)
- Veronica Mars – serie TV, episodi 2x15 (2006)
- Reunion – serie TV, episodi 1x3-1x6-1x12 (2005-2006)
- The Dresden Files – serie TV, episodi 1x5 (2007)
- Flash Gordon – serie TV, episodi 1x1 (2007)
- Smallville – serie TV, 7 episodi (2003-2008)
- Life on Mars – serie TV, episodi 1x9 (2009)
- Mental – serie TV, episodi 1x10 (2009)
- Greek - La confraternita (Greek) – serie TV, episodi 3x7 (2009)
- 90210 – serie TV, episodi 2x9 (2009)
- Drop Dead Diva – serie TV, episodi 2x5 (2010)
- Haven – serie TV, episodi 1x10 (2010)
- Being Erica – serie TV, episodi 2x5-3x2-3x4 (2009-2010)
- Gigantic – serie TV, episodi 1x5-1x6 (2010)
- Shattered – serie TV, episodi 1x3-1x6 (2010)
- Beauty and the Beast – serie TV, episodi 1x17 (2013)

### Attore

#### Cinema
- Sapore di hamburger (Better Off Dead...), regia di Savage Steve Holland (1985)

### Produttore

#### Cinema
- Mean Creek, regia di Jacob Aaron Estes (2004)
- Kabluey, regia di Scott Prendergast (2007)